# Heterorachis asyllaria
Heterorachis asyllaria là một loài bướm đêm trong họ Geometridae.